# Carolina Otero

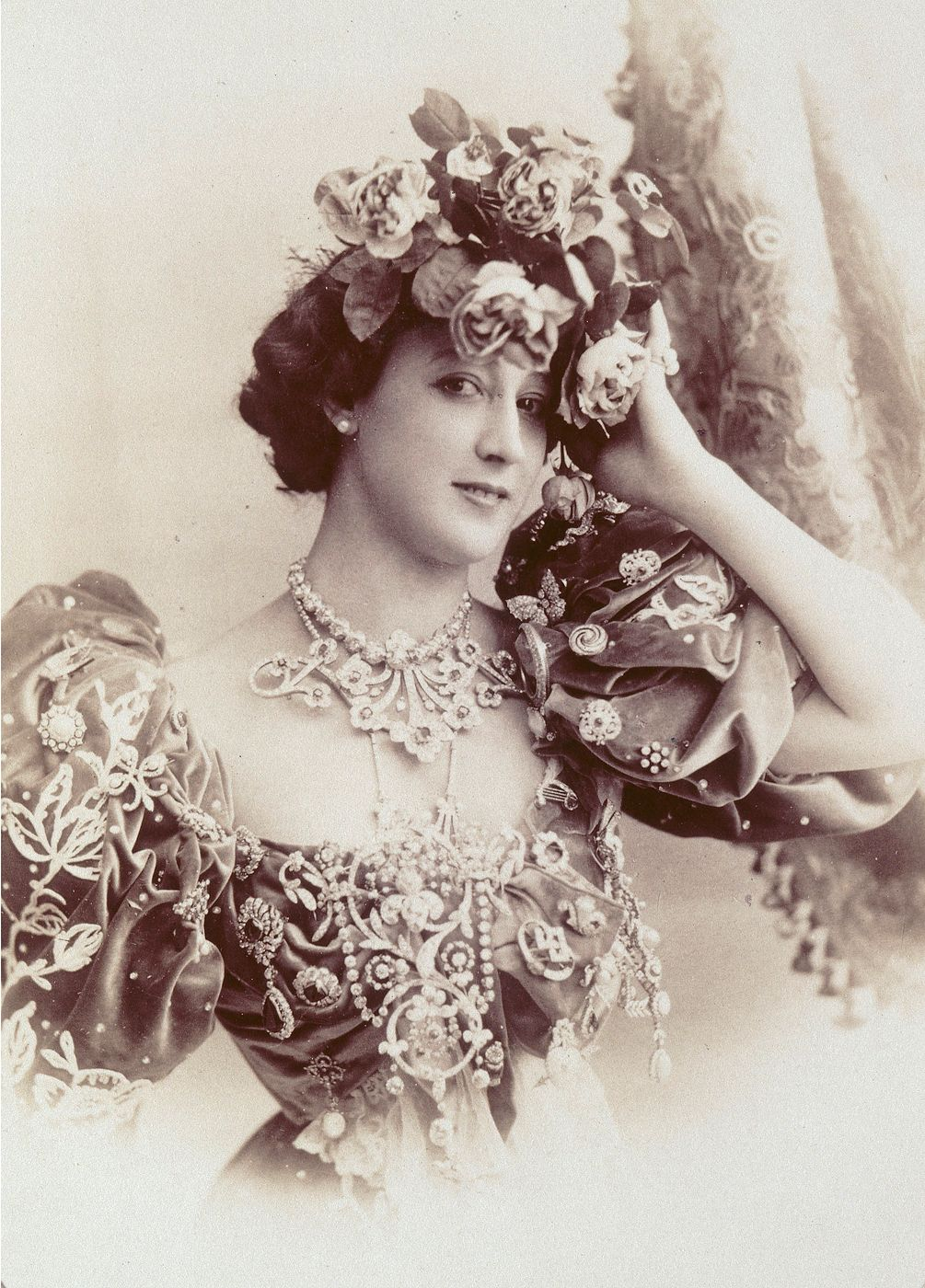
Carolina "La Belle" Otero

Carolina Otero, zwana La Belle Otero, urodzona jako Agustina Otero Iglesias (ur. 4 listopada 1868 w Ponte Valga w Galicji, zm. 12 kwietnia 1965 w Nicei) – hiszpańska tancerka, aktorka i kurtyzana.

## Życiorys
Już jako dziecko rozpoczęła pracę w Santiago de Compostela. W wieku 14 lat opuściła dom ze swoim partnerem tanecznym Paco i udała się do Lizbony, żeby zarabiać na życie jako tancerka i śpiewaczka. W 1888 znalazła sponsora w Barcelonie i przeprowadziła się wraz z nim do Marsylii. Wkrótce porzuciła go i rozpoczęła karierę jako "La Belle Otero", cyganka z Andaluzji. Szybko stała się gwiazdą Folies Bergère.
Po kilku latach Otero stała się jedną z najbardziej pożądanych kobiet w Europie. Była kochanką wielu bogatych i utytułowanych mężczyzn, których starannie wybierała. Wśród jej kochanków znaleźli się: Albert I, książę Monako, Edward VII, król Wielkiej Brytanii, rosyjscy wielcy książęta Piotr i Mikołaj, książę Westminster oraz pisarz Gabriele D’Annunzio. Podobno sześciu mężczyzn popełniło samobójstwo, kiedy zakończył się ich związek z Otero. Dwóch innych stoczyło o nią pojedynek.
W sierpniu 1898 roku w Petersburgu francuski operator filmowy Félix Mesguich sfilmował Otero podczas wykonywania Valse Brillante. Projekcja tego filmu wywołała skandal, gdyż w tańcu uczestniczył jeden z carskich oficerów, i Mesguich został wydalony z Rosji.
Otero przeszła na "emeryturę" po I wojnie światowej. Posiadała wówczas majątek o wartości 15 milionów współczesnych dolarów. Prowadziła jednak rozrzutny styl życia i przed śmiercią straciła większość majątku. Zmarła w 1965 roku.

## Filmy
- La Belle Otero Richarda Pottiera z 1954, w roli tytułowej wystąpiła María Félix
- La Belle Otero (TV) Piękna Otero José Maríi Sánchez Silvy z 1984, w roli tytułowej wystąpiła Ángela Molina
- La Belle Otero film dokumentalny z 2002, reż. Lídice Pérez, Natasha Vázquez
- La Belle Otero miniserial TV z 2008, w roli tytułowej wystąpiła Natalia Verbeke